# Southern Brazilian Journal of Chemistry
Southern Brazilian Journal of Chemistry (abrégé en South. Braz. J. Chem.) est une revue scientifique bimestrielle à comité de lecture qui publie en libre accès des articles dans tous les domaines de la chimie.
Actuellement, le directeur de publication est Lavinel G. Ionescu (université pontificale catholique du Rio Grande do Sul).